# Episodi di Preacher (terza stagione)
La terza stagione della serie televisiva Preacher, composta da 10 episodi, è andata in onda sulla rete via cavo statunitense AMC, dal 24 giugno al 26 agosto 2018.
In Italia la stagione è stata resa disponibile da Amazon, all'interno del servizio Prime Video, dal 25 giugno al 27 agosto 2018.
| n° | Titolo originale    | Titolo italiano  | Prima TV USA   | Pubblicazione Italia |
| -- | ------------------- | ---------------- | -------------- | -------------------- |
| 1  | Angelville          | Angelville       | 24 giugno 2018 | 25 giugno 2018       |
| 2  | Sonsabitches        | Figlidiputtana   | 1º luglio 2018 | 2 luglio 2018        |
| 3  | Gonna Hurt          | Farà male        | 8 luglio 2018  | 9 luglio 2018        |
| 4  | The Tombs           | Le tombe         | 15 luglio 2018 | 16 luglio 2018       |
| 5  | The Coffin          | Nella bara       | 22 luglio 2018 | 23 luglio 2018       |
| 6  | Les Enfants du Sang | Figli del sangue | 29 luglio 2018 | 30 luglio 2018       |
| 7  | Hitler              | Hitler           | 5 agosto 2018  | 6 agosto 2018        |
| 8  | The Tom/Brady       | Tom/Brady        | 12 agosto 2018 | 13 agosto 2018       |
| 9  | Schwanzkopf         | Schwanzkopf      | 19 agosto 2018 | 20 agosto 2018       |
| 10 | The Light Above     | La luce in alto  | 26 agosto 2018 | 27 agosto 2018       |